# Tentativa de golpe de Estado no Equador em 1975
A tentativa de golpe de Estado no Equador em 1975, também conhecida como a Guerra da Funerária (em castelhano:  Guerra de la Funeraria) refere-se a uma sangrenta tentativa de golpe de Estado no Equador, deflagrada entre os dias 31 de agosto e 1 de setembro de 1975, tendo sido articulada por uma facção das Forças Armadas que pretendia depor o ditador Guillermo Rodríguez Lara. A fracassada sublevação militar, em conluio com uma coligação de políticos opositores conhecida como Frente Cívico, foi arquitetada pelo então chefe do Estado-Maior, General Raúl González Alvear, e seu cunhado, General Alejandro Solís Rosero, que servia como diretor do Colégio Militar Nacional. O movimento foi secundado por outros oficiais, como o general Araujo Proaño e o coronel Jorge Cevallos.

## Antecedentes
Em 1972, o general Guillermo Rodríguez Lara tornou-se ditador do Equador como resultado de um golpe militar bem-sucedido, designado na história do Equador como El Carnavalazo. Após assumir o poder, Rodríguez Lara instituiu uma junta militar de carácter progressista e reformista chamada de Governo Revolucionário Nacionalista das Forças Armadas. Durante a sua presidência, o Estado equatoriano foi fortalecido graças às receitas do petróleo da década de 1970. O presidente Rodríguez focou inicialmente em uma campanha para exercer um firme controle sobre os recursos petrolíferos nacionais e, em parte, para consolidar a autoridade política do governo.
A ditadura militar de Rodríguez Lara foi um período de prosperidade e investimentos em vários setores econômicos do Equador, principalmente na agricultura e em obras de infraestrutura. Na agricultura, o regime militar empreendeu um projeto frustrado de reforma agrária em que menos de 1% das terras cultiváveis do país mudaram de mãos. Nos projetos de infraestrutura, o regime rodriguista obteve conquistas notáveis, como a construção da refinaria de Esmeraldas. Em 1972 foi criada a CEPE, corporação precursora da Petroecuador. Em 1973 houve a adesão do Equador à OPEP.
Por volta de 1974, o governo militar de Rodriguez Lara começou a sofrer um desgaste político, e foram observados desde o início daquele ano consideráveis problemas econômicos com os quais a gestão do regime militar teve que lidar. Um dos erros econômicos do governo foi quando os seus ministros, descritos como "hipernacionalistas", aumentaram os preços do petróleo em 54 centavos por barril, acima do preço padrão da OPEP, o que enfureceu as companhias petrolíferas, que limitaram a sua produção de petróleo em protesto. Isso fez com que as receitas do país despencarem, o que prejudicou severamente a economia do Equador, até então dependente das exportações de petróleo.
O imposto sobre a importação de bens de luxo fez parte de uma série de decisões económicas impopulares do governo, incluindo políticas restritivas ao investimento estrangeiro através da Decisão 24 do Pacto Andino, e a já mencionada política petrolífera, que também foi impopular. Somadas à sua incapacidade de controlar a inflação e à falta de progresso no sector agrícola, as políticas económicas do regime rodriguista provocaram protestos generalizados e também críticas vindas de câmaras de comércio, pequenas indústrias, conselhos editoriais, líderes políticos e partidos.
Em meio à turbulência política, uma coalizão de partidos políticos foi formada, chamada Frente Cívico, para pressionar o governo pelo retorno do regime constitucional. O Frente Cívico era formado por velasquistas, poncistas, conservadores, socialistas e pelo Partido Nacionalista Revolucionário. A coligação de oposição não aceitou os partidos comunistas do país, definindo-os como “partidos do governo”. Outros partidos, como o Partido Liberal Radical e a Concentração de Forças Populares, abstiveram-se de se associar publicamente ao Frente Cívico.

## Sublevação
As considerações para a tentativa de golpe aparentemente estavam fermentando na mente do General González desde os últimos dois anos, mas os preparativos concretos só começaram em 29 de agosto de 1975, apenas dois dias antes do golpe planejado, levando a uma execução apressada e mal pensada. Motivado pelo crescente descontentamento público com o regime de Rodriguez, ele acreditava que essa insatisfação poderia ser aproveitada para ganhar apoio para o golpe. No entanto, o General González avaliou mal o nível de apoio civil e militar que realmente tinha e fez pouco esforço durante o planejamento pré-golpe para garantir o apoio de vários oficiais militares que supostamente estavam implicados na conspiração em vários graus.
Instalando sua base de operações em uma funerária em Quito, a dois quarteirões do palácio nacional, o General González e o General Solís lançaram seu golpe de Estado na calada da noite de 31 de agosto de 1975, mobilizando uma força composta por 150 soldados e seis a dez tanques obsoletos do Exército Americano. A tentativa de golpe foi rapidamente marcada por problemas: o general González distribuiu manifestos anunciando o golpe prematuramente, que coincidentemente chegaram ao presidente Rodriguez; o general Solís, o oficial de mais alta patente envolvido no golpe, foi capturado logo no início pelo Batalhão 142 enquanto tentava cortejar o Batalhão de Artilharia de Quito.
Na manhã de 1º de setembro de 1975, a tentativa de golpe estava a todo vapor, enquanto a unidade de tanques rebeldes sitiava o palácio presidencial em Quito, visando capturar o presidente Rodriguez. Sem que eles soubessem, porém, o presidente já havia escapado despercebido após receber a cópia do manifesto do general, deixando a esposa e os cinco filhos para trás no palácio. Rodríguez mudou-se para uma base militar em Riobamba, a mais de 160 quilómetros a sul de Quito, onde reuniu forças legalistas para esmagar o golpe.
As forças rebeldes, acreditando erroneamente que o presidente ainda estava preso dentro do palácio, continuaram sitiando a estrutura oca. As forças golpistas foram incapazes de capturar outras posições-chave do governo, como o Ministério da Defesa, o aeroporto da cidade, instalações de radiodifusão ou jornais. Os rebeldes enfraqueceram ainda mais sua posição quando permitiram que a esposa e os filhos do presidente Rodriguez deixassem o palácio, abrindo mão de uma de suas poucas cartas de negociação em potencial.
A maré virou a favor do presidente quando a Força Aérea e a Marinha declararam o seu apoio ao regime. Às 16 horas, as tropas legalistas, especialmente o Batalhão Vencedores, cercaram o palácio presidencial e retomaram-no com sucesso, 12 horas após o início do ataque rebelde. As forças rebeldes eventualmente se renderam. No entanto, em meio ao caos do golpe fracassado, multidões de cidadãos de Quito saquearam o palácio nacional, levando consigo itens como tapetes, lâmpadas e outros objetos de valor. O estado de confusão também permitiu que o general González Alvear escapasse despercebido, disfarçado à paisana. Inicialmente, González tentou pedir asilo político na embaixada dos Estados Unidos, na qual seu pedido foi negado, no entanto, ele mais tarde obteve o direito de asilo na embaixada do Chile. Outros conspiradores golpistas foram confinados no Penal García Moreno, enquanto alguns conseguiram escapar e procurar asilo nas embaixadas da Colômbia, Chile e Venezuela.

## Consequências
No final, a rebelião golpista deixou um total de 25 mortos e 53 feridos, entre civis e militares. Após os acontecimentos, o presidente Rodríguez impôs um toque de recolher e ordenou a prisão de todos os membros do Frente Cívico que haviam apoiado publicamente a tentativa de golpe.
Este acontecimento ficaria conhecido na história equatoriana como a Guerra da Funerária, devido ao fato que o general González Alvear utilizou uma funerária em Quito como base de operações para a sua tentativa de golpe. Uma vez esmagada a rebelião militar, o presidente Rodríguez ordenou à imprensa que não mencionasse novamente os acontecimentos de 1º de setembro. Satiricamente, a mídia de massa no Equador referiu-se aos acontecimentos como o 32 de Agosto.
Em janeiro de 1976, um segundo golpe de Estado, mas sem derramamento de sangue, resultou na substituição do General Rodríguez por um triunvirato militar formado pelos comandantes dos três ramos das Forças Armadas Equatorianas. O triunvirato era composto por Alfredo Poveda Burbano, Guillermo Durán Arcentales e Luis Leoro Franco. O Frente Cívico denunciou o “golpe”, acusando os novos governantes de terem sido escolhidos pessoalmente por Rodríguez Lara.
O fracassado golpe de Estado de 1975 revelou uma lacuna na unidade institucional das Forças Armadas do Equador. Segundo o jornal equatoriano El Telégrafo, a escolta presidencial do Equador tem adotado o lema "Lealdade até o sacrifício" desde os acontecimentos de 1975. Como forma de atenuar ou esconder do público as divisões internas entre os militares do país, o Conselho Supremo de Governo – a junta governante do Equador desde o golpe de 1976 – defendeu a ideia de devolver o poder aos civis. Este processo culminou na transição do Equador para a democracia civil por meio das eleições de 1978-1979.